# Pierre-Rémi Narbonne
Pierre-Rémi Narbonne, né en 1807 à Saint-Rémi-de-Napierville et mort le 15 février 1839 à Montréal, est un peintre, un huissier et un partisan patriote du Bas-Canada. Lors de la Rébellion des Patriotes, il participe à la bataille de Saint-Charles le 25 novembre 1837. Il est pendu par les autorités britanniques à la Prison du Pied-du-Courant le 15 février 1839.

## Biographie
Narbonne est peintre et huissier à Saint-Édouard. En 1837, Narbonne participe à la bataille de Saint-Charles et, après la défaite, il se réfugie aux États-Unis. Il rencontre Lucien Gagnon à Swanton et joint un groupe de partisans patriotes que Gagnon dirige. Il retourne ensuite au Bas-Canada, et prend part à la bataille de Moore's Corner le 6 décembre 1837. Arrêté à Sherrignton le 10 décembre suivant, il est conduit à Saint-Jean, puis à Montréal. Sur le chemin vers Montréal, en passant par Saint-Édouard, on lui refuse le droit de voir sa femme malade, qui décèdera deux jours plus tard.
Le 7 juillet 1838, il est libéré sans procès lors de l'amnistie générale, contre un cautionnement de mille livres. Il joint ensuite l'Association des frères-chasseurs. Il est présent au camp de Napierville au début du mois de novembre, aux côtés de Robert Nelson, et prend part à la bataille d'Odelltown du 9 novembre. Il est arrêté de nouveau le 14 novembre, alors qu'il tente de fuir aux États-Unis, pour ensuite être conduit à Montréal. 
Il y subit un procès en cour martiale le 26 janvier 1839, aux côtés de huit autres accusés. Il est condamné à mort le 6 février 1839 pour haute trahison. Le 15 février, il est l'un des cinq patriotes à être pendu, aux côtés de François-Marie-Thomas Chevalier de Lorimier. Lors de sa pendaison, on rapporte que Narbonne, quoique manchot, réussit à saisir la corde qui le pendait à deux reprises avant que les soldats lui fassent lâcher prise. Son agonie au bout de la corde dura environ 15 minutes.